# James N. Goodier
James Norman Goodier  (* 17. Oktober 1905 in Preston (Lancashire); † 5. November 1969 bei Nottingham) war ein britisch-US-amerikanischer Ingenieurwissenschaftler für Mechanik.
Goodier studierte mit einem Stipendium Ingenieurwissenschaften an der Universität Cambridge, wo er mehrere Preise gewann (unter anderem den Rex Moir Preis als bester Ingenieurs-Student) und 1927 mit Bestnoten seinen Bachelorabschluss machte. Danach setzte er sein Studium bei C. E. Inglis in Cambridge fort und ging mit einem Commonwealth Stipendium 1929 zu Stephen Timoshenko an die University of Michigan. 1931 erhielt er sowohl einen Phil. D. in Cambridge als einen Sc. D. von der University of Michigan. 1931 bis 1938 war er Research Fellow in Angewandter Mechanik an der Ontario Research Foundation in Toronto.  1938 wurde er Professor für Angewandte Mechanik an der Cornell University, wo er auch Leiter der Fakultät für Angewandte Mechanik und Maschinenbau wurde. 1946 wurde er US-Staatsbürger und 1947 wurde er Professor für Angewandte Mechanik und Maschinenbau an der Stanford University (als Nachfolger von Timoshenko), wo er den Rest seiner Karriere blieb und 1954 bis 1965 der Abteilung Engineering Mechanics vorstand.
Für seine Lehre wurde er mehrfach ausgezeichnet, unter anderem mit dem George Westinghouse Award for Engineering Education. Er galt in erster Linie als Theoretiker, hatte aber breite praktische Erfahrung als beratender Ingenieur. Er befasste sich mit Elastizitätstheorie und elastischen Stabilitätsproblemen, elastisch-plastischen dynamischen Knickproblemen, thermischen Spannungen, Wellenausbreitungen in Festkörpern, Bruchmechanik.
1967 wurde er Ehrendoktor der University of Michigan. 1945/46 war er Vorstand der Sektion Angewandte Mechanik der American Society of Mechanical Engineers (ASME) und 1964 wurde er Fellow der ASME. 1955/56 erhielt er einen Fulbright Award für seine Forschungen an der Universität Cambridge.
1931 heiratete er die Tochter von Stephen Timoshenko, Marina Timoshenko, mit der er einen Sohn hatte. Er hatte breite Interessen (Musik, Kunst, Literatur, Philosophie und Theologie) und spielte Klavier.

## Schriften
- mit Stephen Timoshenko Theory of Elasticity, McGraw Hill 1951, 3. Auflage 1969
- mit P. G. Hodge Elasticity and Plasticity. The mathematical theory of plasticity, Wiley 1958